# José Cecilio del Valle

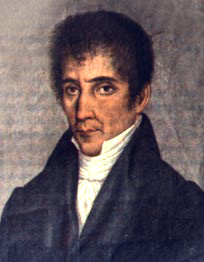
Retrato de José Cecilio del Valle, apelidado de O Sábio.

José Cecilio del Valle (22 de Novembro de 1777 - 2 de Março de 1834) foi um filósofo, advogado, político e escritor. Nascido na cidade de Choluteca, Capitania Geral da Guatemala, foi um dos mais importantes pensadores da independência da América Central.

## Primeiros anos
Filho de José Antonio Díaz del Valle Izaguirre e Ana Gertrudis Díaz del Valle López Padilla, José Cecilio del Valle era um membro da elite criolla centro-americana. Sua família tradicionalmente ocupou cargos militares e administrativos na pequena cidade de Choluteca, localizada próxima a um rio de mesmo nome - e na qual nasceu Cecilio del Valle. Seu bisavô, José Díaz del Valle, por exemplo, atuou como alferes-maior em Choluteca, obtendo fazendas com mais de 16 mil cabeças de gado.

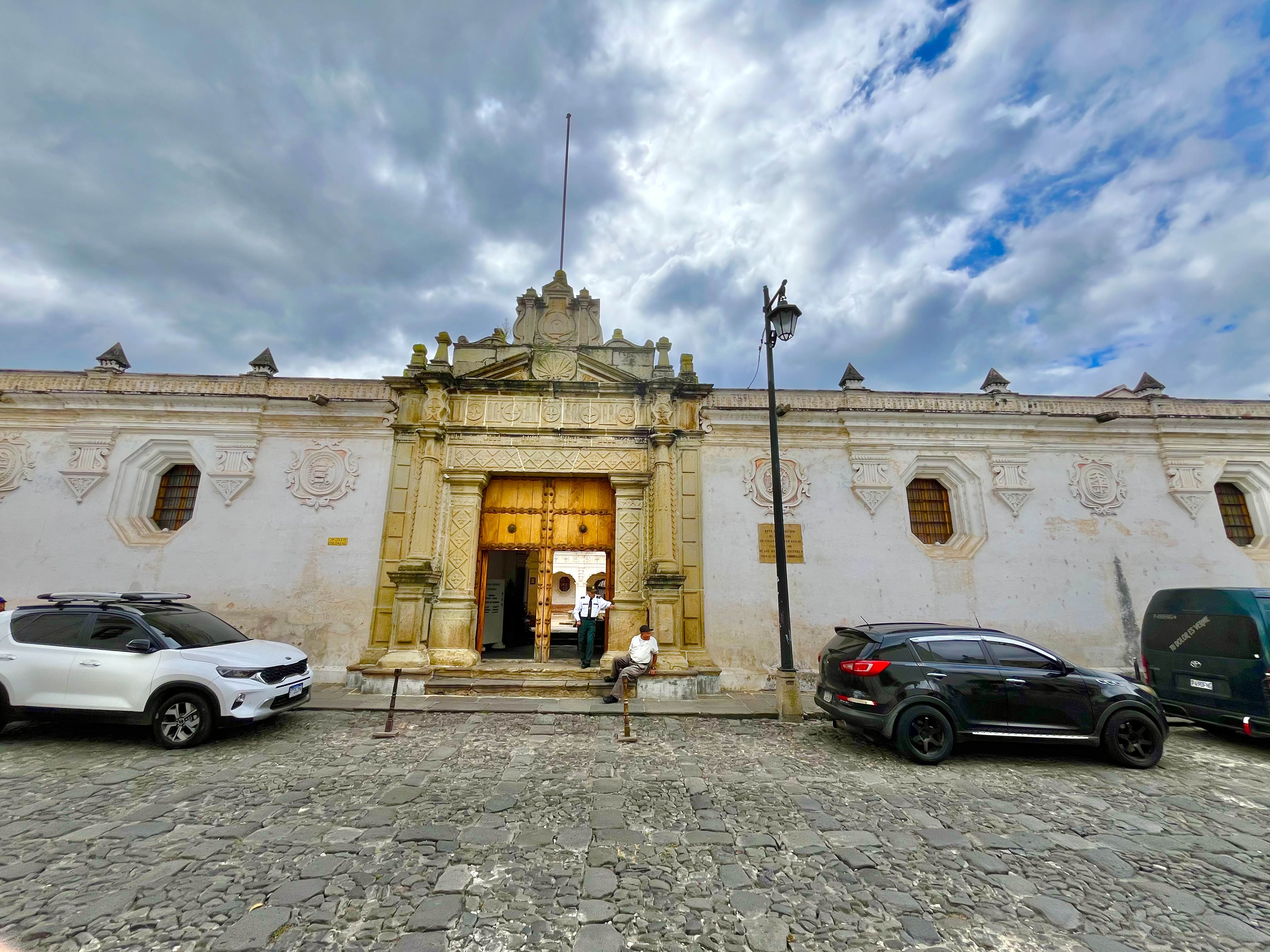
Universidad de San Carlos em 2024.

Ainda enquanto criança, Cecilio del Valle mudou-se, com sua família, para a cidade de Nova Guatemala, capital da Capitania Geral da Guatemala. O objetivo dessa mudança era garantir o acesso dos filhos à educação, visto que o sistema educacional era pouquíssimo desenvolvido na província de Comayagua - região em que estava localizada a cidade de Choluteca. Foi inicialmente educado no Colégio Tridentino, da Ordem dos Betlemitas. No ano de 1791, ingressou pela primeira vez na Universidad de San Carlos, única existente na América Central da época. Formou-se como bacharel em Filosofia, em 1794, e em Direito Civil e Canônico, no ano de 1799. Completou também a licenciatura em Direito, já em 1803. Com uma formação acadêmica bastante ampla, Cecilio del Valle recebeu o apelido de O Sábio, sendo considerado uma das figuras mais ilustradas da Universidade.
Já atuando politicamente, Cecilio del Valle casou-se, em 1812, com María Josefa Valero Morales, com quem teve três filhos: Bernardo, María Dolores e María Josefa.

## Atuação política

### Pré-Independência
Como membro da elite criolla, Cecilio del Valle ocupou, entre 1803 e 1821, posições administrativas na Capitania Geral da Guatemala. Este foi um período de grandes tensões na Espanha e, por conseguinte, na América Hispânica. Durante as guerras napoleônicas, o rei espanhol Fernando VII foi militarmente substituído, em 1808, por José Bonaparte, irmão de Napoleão Bonaparte. Motivadas pelas ideias liberais, as elites coloniais aproveitaram-se do momento de transição para reivindicar mais autonomia para as colônias. Não à toa, apoiam, em 1812, a promulgação da Constituição de Cádiz, a qual transformava as colônias em províncias do Império Espanhol, garantindo maior representação política. A agitação popular também se fazia presente com a gênese de movimentos independentistas, a exemplo do “Grito de Dolores”, em 1810, no México.

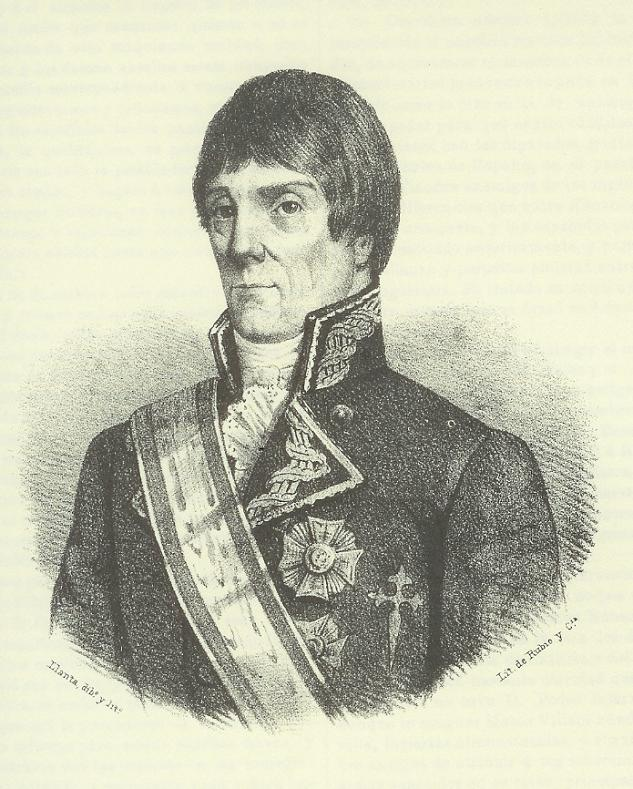
José de Bustamante y Guerra sufocou diversos movimentos independentistas na Capitania da Guatemala.

Por conta disso, a Coroa espanhola entregou o posto de capitão-geral da Guatemala, no ano de 1811, para o militar José de Bustamante y Guerra. Seu governo seria marcado por uma forte repressão a qualquer tipo de movimento independentista. Na América Central, o mais famoso foi a Conjuração de Belém, um levante liderado pelo sacerdote Tomas Ruiz Romero, com apoio da elite criolla local, em 1813. O movimento foi contido e seus líderes, condenados à pena de morte.
Nesse momento, José Cecilio del Valle ocupava a posição de Fiscal Interino da Guatemala. Sua participação administrativa durante o período de Bustamante y Guerra faria com que fosse enxergado, por seus opositores, como um defensor da colonização espanhola. Esse, porém, não era o caso. 
Apesar de atuar na administração colonial, O Sábio era um defensor da independência. Entretanto, na opinião de Cecilio del Valle, este deveria ser um processo lento, ocorrendo apenas quando a América Central tivesse condições econômicas de sustentar um Estado. Entre 1810 e 1821, produziu diversos textos sobre o valor natural e geográfico centro-americano, ressaltando a variedade de recursos e a privilegiada posição da região no globo terrestre, conectando as Américas e os Oceanos Pacífico e Atlântico. Ou seja, podia ser considerado um liberal reformista, defendendo uma independência gradual em relação à Espanha.

### Independência da América Central
Em 1814, Fernando VII retomou a Coroa Espanhola, revogando a Constituição de Cádiz para restituir o absolutismo. Essa constituição garantiu, enquanto vigorou, a realização de eleições para certos cargos representativos nas colônias e a liberdade de imprensa. Ou seja, os espaços coloniais experimentaram, entre 1812 e 1814, graus mais altos de autonomia política em relação à Espanha. Logo, a revogação da Constituição de Cádiz gerou revolta na América Hispânica, aumentando os fervores pela independência.
Por conta das pressões liberais sofridas em ambos os lados do Atlântico, Fernando VII outorgou novamente, em 1820, a Constituição de Cádiz. A liberdade de imprensa, portanto, voltou a vigorar, sendo aspecto absolutamente fundamental para as independências. 
No caso da América Central, os principais periódicos que passaram a circular a partir de 1820 eram El Editor Constitucional, comandado por Pedro Molina, e El Amigo de la Patria, de José Cecilio del Valle. O primeiro pode ser classificado como mais “radical”, reivindicando a realização imediata da independência, além da incorporação de uma série de valores liberais à Capitania da Guatemala, a exemplo do anticlericalismo. Os escritos de Cecilio del Valle, por sua vez, contrariavam a perspectiva de Molina, defendendo uma independência gradual - quando a América Central estivesse economicamente apta para sustentar um Estado, além de não prejudicar, de imediato, os privilégios das elites criollas. Apesar da postura moderada, Cecilio del Valle teceu diversas críticas ao sistema colonial em seu periódico. Em 1821, publicou uma série de Diálogos -  em que simulava uma conversa ficcional entre personagens históricos, a exemplo de Jean-Jacques Rousseau com Cristóvão Colombo, para se discutir temas importantes -, nos quais denunciava veementemente a exploração predatória que a Espanha promoveu nas Américas. A disputa intelectual entre Molina e Cecilio del Valle passaria para o âmbito político, formando dois “proto-partidos” que disputariam os cargos institucionais na Guatemala: os Cacos, mais radicais e comandados por Pedro Molina, e os Gazistas, liderados por José Cecilio del Valle e de perspectiva mais moderada.

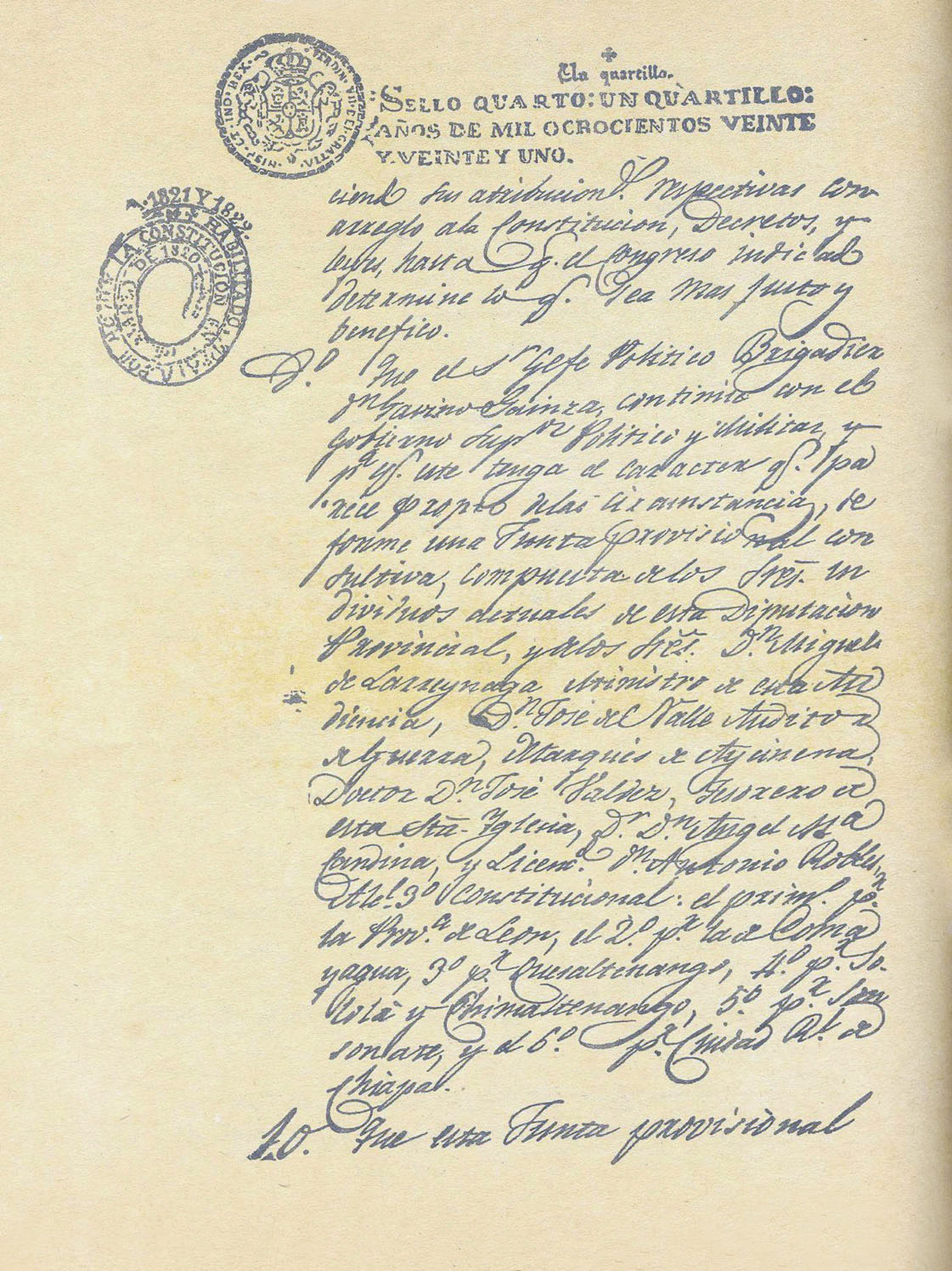
A ata de independência da América Central, escrita por José Cecilio del Valle.

No ano de 1821, através do Plano de Iguala, o México passava a fomentar as bases para declarar sua independência em relação à Espanha. Isso gerou efeitos na América Central. Para os Cacos, era o momento ideal para se declarar a independência da Capitania-geral da Guatemala. Entre os Gazistas, porém, havia a preocupação em relação às condições econômicas para sustentar o Estado centro-americano. Tudo isso somava-se às pressões realizadas pelo General Agustín de Iturbide, líder mexicano na luta por independência e que viria a se tornar o primeiro imperador do México. Com apoio do capitão-geral da Guatemala, Gabino Gaínza, venceu a perspectiva dos Cacos: No dia 15 de Setembro de 1821, foi declarada a independência da América Central. Ironicamente, o redator da ata independentista foi José Cecilio del Valle, apesar de não apoiar a realização do processo naquele momento.  
Declarada a independência, foi formada uma Junta Consultiva Provisória, espaço institucional no qual seriam definidas as estruturas políticas da nova nação. A Junta era chefiada por Gaínza e incluía as elites criollas centro-americanas, divididas entre Cacos e Gazistas - grupos que originaram, respectivamente, os partidos Liberal e Conservador da América Central. José Cecilio del Valle foi um dos membros mais ativos da Junta Consultiva, chefiando a Comisión de Hacienda y Rentas - órgão responsável por comandar as finanças do recém-formado Estado.
Apesar da Independência, a ex-Capitania Geral da Guatemala precisava lidar com uma nova problemática: a pressão anexionista do México. 

### México e o Congresso Mexicano
Após consolidar-se como Estado independente, o Império Mexicano, governado por Agustín de Iturbide (Agustín I do México), ficou extremamente interessado na possibilidade de anexar a América Central. O imperador mexicano argumentava que, dessa forma, o novo país ficaria mais protegido militarmente e economicamente, impedindo uma recolonização espanhola. Suas pressões foram tantas que, em 1822, colocou tropas nas fronteiras com a Guatemala, ameaçando uma possível ocupação territorial.
A anexação ao México dividia opiniões na Junta Consultiva centro-americana. Lideradas por famílias criollas mais conservadoras que visavam conservar seus privilégios, províncias como Comayagua (atualmente, Honduras) e León (atualmente, Nicarágua) eram extremamente favoráveis. Para resolver a polêmica, foi convocada, em 5 de Janeiro de 1822, uma votação, definindo se a anexação ao México de fato ocorreria. Os anexionistas venceram, desfazendo a Junta Consultiva Provisória e transformando a antiga Capitania da Guatemala em uma província do Império Mexicano. Gabino Gaínza seguiu como chefe da província.

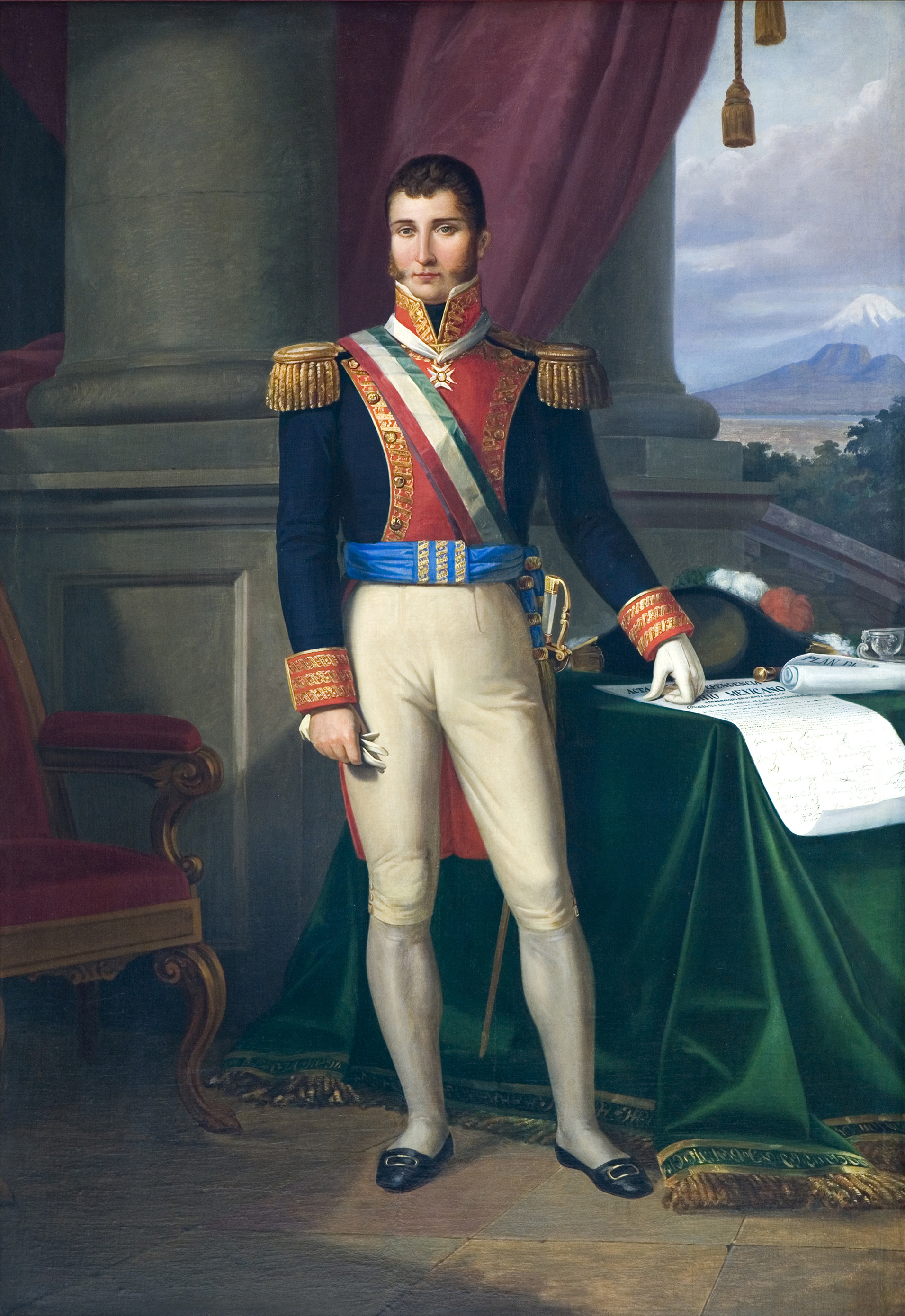
Agustín I do México, responsável por pressionar a América Central a ser anexada pelo Império Mexicano.

José Cecilio del Valle era um forte opositor da anexação ao México. Apesar de considerar a independência centro-americana um tanto apressada, visto que o país ainda não possuía a estabilidade econômica necessária, Cecilio del Valle acreditava muito no potencial natural e geográfico da antiga Capitania da Guatemala enquanto nação independente. Além disso, a organização política do México ia contra o que O Sábio acreditava ser o melhor destino para a América Central. 
Inspirado pelas ideias ilustradas francesas e pela experiência política estadunidense, Cecilio del Valle era um federalista. Ou seja, defendia, como melhor forma de governo para as ex-colônias, a formação de uma federação que as englobasse. Isso é explicitado em seu famoso ensaio, publicado em 1822, Soñaba el abad San Pedro y yo también sé soñar. Neste escrito, ele descreve como a América, para atingir seu verdadeiro potencial, deveria organizar-se em uma federação, única forma de governo capaz de conciliar os interesses localistas e centralizadores. Na proposição política de José Cecilio del Valle, cada uma das antigas províncias coloniais possuiria certa autonomia em relação a seus assuntos internos. Entretanto, todas seriam unificadas através de um Congresso Geral, estabelecido na Costa Rica ou em León, no qual representantes políticos - os chamados diputados - de cada uma das províncias relataria sobre suas respectivas políticas internas e discutiria assuntos importantes para o bem-comum da federação, a exemplo da formação de planos econômicos. Da mesma forma, Cecilio del Valle ressalta que o Congresso Geral serviria como o espaço para a resolução de conflitos. Era também tarefa da federação sufocar qualquer tipo de rebelião interna ou tentativa de invasão externa, unindo suas forças militares. É importante ressaltar que, apesar de atuar politicamente na América Central, José Cecilio del Valle sonhava com a formação de uma federação que englobasse toda a América Hispânica. Ou seja, é considerado uma das principais inspirações para o pensamento panamericanista. Nas definições do Sábio, a América deveria ser entendida como uma pátria grande, na qual todos os americanos, apesar das diferenças locais, nasceram - e portanto deveriam defendê-la conjuntamente. Ainda assim, a ideia de uma federação não implicava uma mudança profunda nas estruturas sociais. Ou seja, quem ocuparia os cargos políticos ainda seria a elite criolla.
Nesse sentido, a anexação ao México não atendia aos parâmetros estabelecidos por José Cecilio del Valle, visto que a América Central não conservaria a autonomia que teria em seu idealizado sistema federalista. Por isso, José Cecilio del Valle atuou como deputado representante da América Central no Congresso Imperial Mexicano, vocalizando sua contrariedade à anexação e reivindicando a independência. Com a queda de Iturbide e do Império Mexicano, seria formada, em 1823, a Assembleia Nacional Constituinte da América Central, a qual declararia a independência total em relação ao México. Era necessário, portanto, reformular politicamente este novo país. 

### Federação Centro-americana
José Cecilio del Valle foi uma das vozes mais ativas na formação do Estado centro-americano, visando colocar em prática seu projeto federalista. Nesse caso, ele de fato consegue: No dia 22 de Novembro de 1824, foi promulgada a Constituição da República Federal Centro-Americana, cujos estados membros eram Guatemala, Costa Rica, Nicarágua, Honduras e El Salvador. Cada uma das unidades federativas dispunha de grande autonomia administrativa. Ainda assim, havia um governo central que seria responsável por conciliar os interesses e equilibrar os poderes, sediado na Cidade da Guatemala - capital da Federação. 

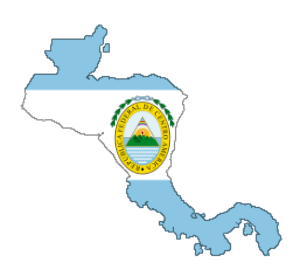
Bandeira e Mapa da República Federal da América Central (1823-1841).

Apesar da teoria de José Cecilio del Valle ter sido aplicada na formação do novo país, o que ocorreu na prática foi consideravelmente diferente. O poderio das elites criollas centro-americanas era consideravelmente grande, o que geraria tensões e enfraqueceria o poder central. A longo prazo, os interesses locais das elites tornaram-se inconciliáveis e, a partir de 1838, a Federação Centro-Americana passou a desintegrar-se, chegando ao fim em 1841.
Durante seus 14 anos de existência, Cecilio del Valle ocupou cargos políticos importantes na federação. Candidatou-se à presidência em duas ocasiões: em 1824, quando disputou com o general Manuel José Arce, e em 1830, desafiando Francisco Morazán. Em ambas as ocasiões, porém, foi derrotado, simbolizando a derrocada do projeto federalista.
Em 1834, José Cecilio del Valle, que visava desafiar a reeleição de Francisco Morazán nas eleições daquele ano, faleceu. A data oficial da morte foi o dia 2 de Março de 1834, quando tinha por volta de 57 anos. Apesar de não acompanhar a desintegração da Federação, Cecilio del Valle denunciava, em seus periódicos, o enfraquecimento do poder central em detrimento do poderio das forças locais, culpando a Constituição pela incapacidade de formar um governo competente.

## Legado

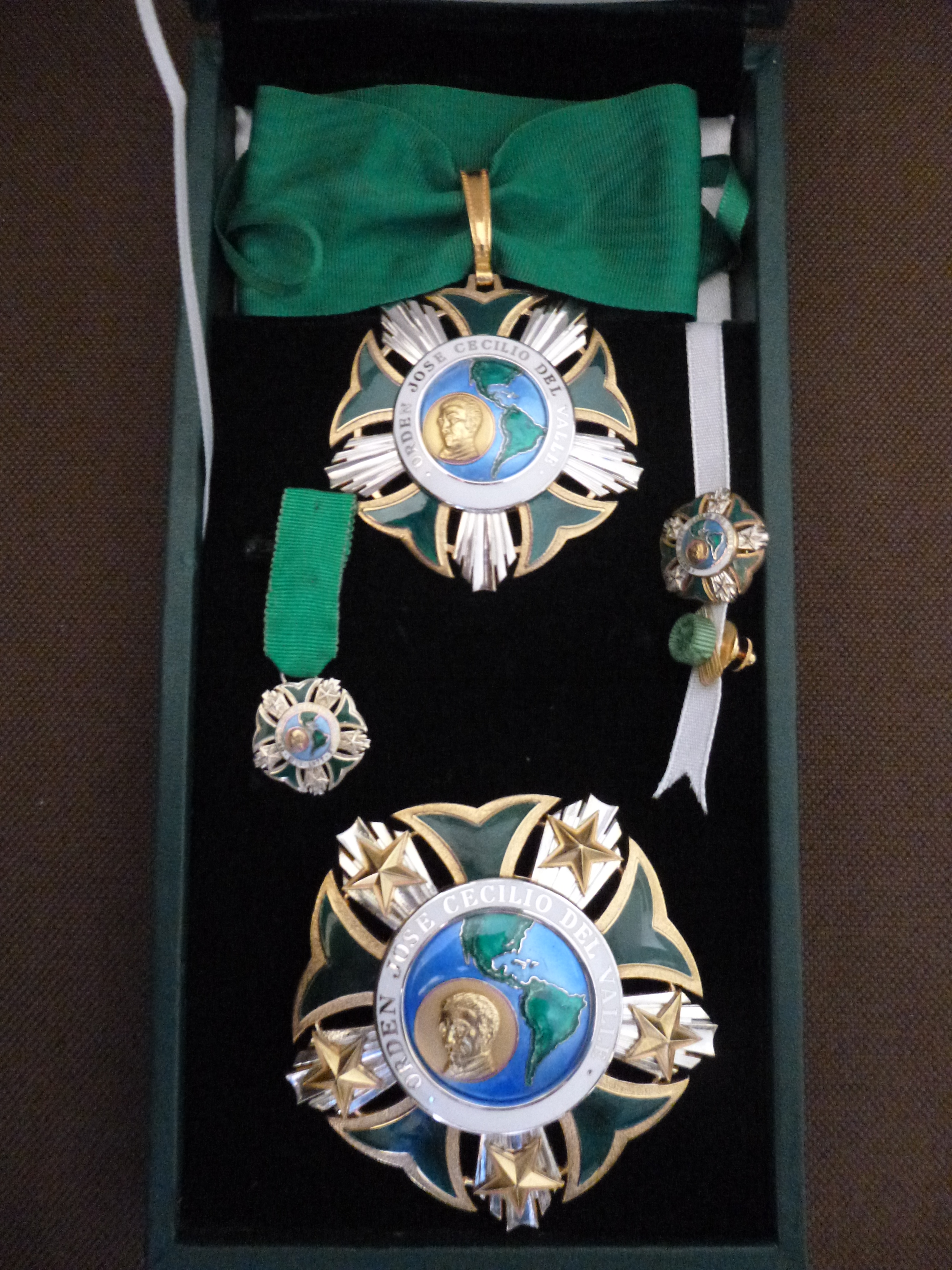
Medalhas da Ordem José Cecilio del Valle.

Ainda que o projeto político de José Cecilio del Valle não tenha funcionado na prática, O Sábio deixou um legado fundamental. Ele foi o primeiro intelectual a formular, de fato, uma proposta política de união para toda a América Hispânica, fomentando as bases para o pensamento panamericanista. 
Cecilio del Valle tornou-se também uma das figuras mais importantes da identidade nacional hondurenha - visto que nasceu na província de Comayagua, atual território de Honduras. Lembrado como sujeito de grande proeminência científica, a figura de Cecilio del Valle foi representada em diversas produções artísticas. Na cidade de Tegucigalpa, por exemplo, o Parque Valle - o qual possui este nome em homenagem ao Sábio - contém uma estátua de José Cecilio del Valle. Uma universidade hondurenha também carrega seu nome: fundada em 1978, a Universidad José Cecilio del Valle é uma das mais importantes do país.
Por conta de sua importância, desde 1957, o governo hondurenho entrega a Ordem Civil José Cecilio del Valle, uma condecoração por serviços notáveis ao país. Da mesma forma, o dia 22 de Novembro, de seu nascimento, é feriado nacional em Honduras. 

## Outras curiosidades
Durante sua carreira política, José Cecilio del Valle trocou correspondências com personalidades históricas famosas, a exemplo de Jeremy Bentham e Alexander Von Humboldt.